# Кралиця
Кралиця — фольклорний ансамбль, заснований на кафедрі фольклористики, народного пісенного та інструментального виконавства Київського національного університету культури і мистецтв у 1991 році. Засновник та художній керівник — заслужений працівник культури України, професор Іван Сінельніков.

## Діяльність
Заснований у 1991 році на кафедрі українського народного співу та фольклористики КДІК. Засновник та незмінний художній керівник — заслужений
працівник культури України Іван Григорович Сінельніков. Свою назву колектив отримав від міфічного образу-тотему весни — богині рослинності у давніх слов'ян. Основним напрямком творчої діяльності колективу є дослідження і популяризація народних звичаїв, обрядів, пісень, хореографії та інструментальної музики України.
«Кралиця» є базовим студентським і творчим концертуючим колективом, тобто є фактично навчальною лабораторією для майбутніх керівників фольклорних колективів. Необхідною складовою творчого процесу в ансамблі є обов'язкове прослуховування експедиційного матеріалу, відбір пісень для поповнення
репертуару колективу та їх розшифровка. Найважчою й найважливішою роботою є опанування манерою виконання, дикцією, артикуляцією, звуковидобуванням, притаманним тому регіону, звідки походить музичний твір.
«Кралиця» не є постійно діючим професійним колективом. Тут щороку випускаються і набираються нові учасники, з якими доводиться розпочинати
роботу практично з нуля: від фольклорних експедицій, прослуховування записів, оволодіння манерою виконання.
Ансамбль «Кралиця» є партнером і співорганізатором III і IV-го Міжнародного фестивалю соборності культур «Рожаниця».

## Репертуар
Основу репертуару складають народні пісні, записані керівником ансамблю а також студентами на Волині, Рівненщині, Житомирщині, Київщині, Наддніпрянщині та Чернігівщині. Ансамбль є лауреатом багатьох міжнародних конкурсів та фестивалів, гастролював у Росії, Естонії, Польщі, Азербайджану, Чехії, Литви, Туркменистані, Німеччині, Норвегії, Словаччини, Голландії, Швейцарії тощо. Здійснив записи до Фонду українського радіо загальною тривалістю більше 3 годин, а також випустив компакт диски «Літо» (2002), «Ой у Києві» (2003), «Ходила пава» (2004), куди увійшло 70 музичних зразків, та четвертий «Ой у лузі калина стояла» у форматі MP3 (2008).

## Відомі учасники
Серед випускників КНУКіМ, що співали в ансамблі «Кралиця» — відомі в Україні музиканти і шоумени Максим Бережнюк («Дніпро», «The Doox»), Ігор Перевертнюк («Чорноморці»), Людмила Капітонова («Folky Funky»), Тимофій Музичук («Дніпро», «MNISHEK», «Згарда»), Валерій Гладунець («PoliКарп»), Северин Данилейко («Гуляйгород», «Хорея Козацька»), Юлія Юріна («YUKO»), Інна Ковтун («Рожаниця»), Олена Видрич («Кросна»), заслужений артист України Тарас Силенко, солістка національної філармонії Тетяна Школьна, співкерівник гурту «Божичі» Сусанна Карпенко, учасниці гурту «ДахаБраха» Олена Цибульська, Ірина Коваленко, Ніна Гаренецька, учасниця гурту «Go A» Катерина Павленко та інші.